# Carlos Aníbal Altamirano Argüello
Carlos Aníbal Altamirano Argüello (Aloasí, 13 de marzo de 1942 – Quito, 25 de septiembre del 2015) fue un sacerdote y obispo católico ecuatoriano que se desempeñó como 4° Obispo de Azogues, desde 2004 hasta su fallecimiento en 2015.

## Biografía

### Primeros años y formación
Carlos Aníbal nació en 13 de marzo de 1942, en la parroquia Aloasí, Cantón Mejía, de la Provincia de Pichincha, Ecuador.
Realizó sus estudios de Filosofía y Teología, en el Seminario Mayor de Quito.  
En 1981, viajó a Roma a completar su formación religiosa, en la Pontificia Universidad Gregoriana, donde obtuvo la Licenciatura de Teología, con especialización en Misionología. 

### Sacerdocio
Fue ordenado sacerdote el 29 de junio de 1966.
Ejerció su ministerio pastoral como párroco en Pintaj y Calderón, de la Arquidiócesis de Quito.
Al regresar a su país luego de sus estudios, fue nombrado párroco de Cotocollao.

## Episcopado

### Obispo Auxiliar de Quito
El 3 de enero de 1994, el papa Juan Pablo II lo nombró 3° Obispo Titular de Ambia y Obispo Auxiliar de Quito.
Fue consagrado el 20 de febrero del mismo año, a manos del por entonces Arzobispo de Quito, Antonio González Zumárraga. Sus co-consagrantes fueron los por entonces Obispos Auxiliares de Quito, Antonio Arregui Yarza y Enrique Orellana Ricaurte.
En la Conferencia Episcopal Ecuatoriana colaboró en la Pastoral de las Misiones, Santuarios, Pastoral Indígena y de Trabajadores.
Fue miembro de la Comisión de Liturgia.

### Obispo de Azogues
El 14 de febrero de 2004, el papa Juan Pablo II lo nombró 4° Obispo de Azogues.
Por 11 años que ejerció como Obispo de la ciudad de Azogues, realizó obra espiritual y material, siendo la más importante la construcción del Seminario Mayor San Carlos Borromeo, en la parroquia Javier Loyola de la ciudad de Azogues.

### Fallecimiento
Falleció en la ciudad de Quito, Ecuador el 25 de septiembre del 2015, luego que sufriera múltiples complicaciones derivadas de la diabetes que padecía.